# Waka Waka (This Time for Africa)
Waka Waka (This Time for Africa) (in het Spaans Waka Waka (Esto es África)) is een single van Shakira samen met de Zuid-Afrikaanse groep Freshlyground uit 2010. Het nummer is de officiële tune van het Wereldkampioenschap voetbal 2010 en staat op het album Listen Up! The Official 2010 FIFA World Cup Album. In sommige landen is de Spaanse versie uitgegeven. Het nummer is een bewerking van het origineel "Zangaléwa" uit 1986 door de Golden Sounds uit Kameroen.

## Hitnoteringen

### Nederlandse Top 40
| Hitnotering: 29-05-2010 t/m 11-09-2010 | Hitnotering: 29-05-2010 t/m 11-09-2010 | Hitnotering: 29-05-2010 t/m 11-09-2010 | Hitnotering: 29-05-2010 t/m 11-09-2010 | Hitnotering: 29-05-2010 t/m 11-09-2010 | Hitnotering: 29-05-2010 t/m 11-09-2010 | Hitnotering: 29-05-2010 t/m 11-09-2010 | Hitnotering: 29-05-2010 t/m 11-09-2010 | Hitnotering: 29-05-2010 t/m 11-09-2010 | Hitnotering: 29-05-2010 t/m 11-09-2010 | Hitnotering: 29-05-2010 t/m 11-09-2010 | Hitnotering: 29-05-2010 t/m 11-09-2010 | Hitnotering: 29-05-2010 t/m 11-09-2010 | Hitnotering: 29-05-2010 t/m 11-09-2010 | Hitnotering: 29-05-2010 t/m 11-09-2010 | Hitnotering: 29-05-2010 t/m 11-09-2010 | Hitnotering: 29-05-2010 t/m 11-09-2010 | Hitnotering: 29-05-2010 t/m 11-09-2010 |
| Week:                                  | 1                                      | 2                                      | 3                                      | 4                                      | 5                                      | 6                                      | 7                                      | 8                                      | 9                                      | 10                                     | 11                                     | 12                                     | 13                                     | 14                                     | 15                                     | 16                                     |                                        |
| -------------------------------------- | -------------------------------------- | -------------------------------------- | -------------------------------------- | -------------------------------------- | -------------------------------------- | -------------------------------------- | -------------------------------------- | -------------------------------------- | -------------------------------------- | -------------------------------------- | -------------------------------------- | -------------------------------------- | -------------------------------------- | -------------------------------------- | -------------------------------------- | -------------------------------------- | -------------------------------------- |
| Positie:                               | 29                                     | 24                                     | 24                                     | 17                                     | 9                                      | 6                                      | 6                                      | 8                                      | 6                                      | 10                                     | 11                                     | 17                                     | 26                                     | 31                                     | 32                                     | 38                                     | uit                                    |

### NederlandseSingle Top 100
| Hitnotering: 15-05-2010 t/m 26-02-2011 | Hitnotering: 15-05-2010 t/m 26-02-2011 | Hitnotering: 15-05-2010 t/m 26-02-2011 | Hitnotering: 15-05-2010 t/m 26-02-2011 | Hitnotering: 15-05-2010 t/m 26-02-2011 | Hitnotering: 15-05-2010 t/m 26-02-2011 | Hitnotering: 15-05-2010 t/m 26-02-2011 | Hitnotering: 15-05-2010 t/m 26-02-2011 | Hitnotering: 15-05-2010 t/m 26-02-2011 | Hitnotering: 15-05-2010 t/m 26-02-2011 | Hitnotering: 15-05-2010 t/m 26-02-2011 | Hitnotering: 15-05-2010 t/m 26-02-2011 | Hitnotering: 15-05-2010 t/m 26-02-2011 | Hitnotering: 15-05-2010 t/m 26-02-2011 | Hitnotering: 15-05-2010 t/m 26-02-2011 | Hitnotering: 15-05-2010 t/m 26-02-2011 | Hitnotering: 15-05-2010 t/m 26-02-2011 | Hitnotering: 15-05-2010 t/m 26-02-2011 | Hitnotering: 15-05-2010 t/m 26-02-2011 | Hitnotering: 15-05-2010 t/m 26-02-2011 | Hitnotering: 15-05-2010 t/m 26-02-2011 | Hitnotering: 15-05-2010 t/m 26-02-2011 | Hitnotering: 15-05-2010 t/m 26-02-2011 |
| Week:                                  | 1                                      | 2                                      | 3                                      | 4                                      | 5                                      | 6                                      | 7                                      | 8                                      | 9                                      | 10                                     | 11                                     | 12                                     | 13                                     | 14                                     | 15                                     | 16                                     | 17                                     | 18                                     | 19                                     | 20                                     | 21                                     | 22                                     |
| -------------------------------------- | -------------------------------------- | -------------------------------------- | -------------------------------------- | -------------------------------------- | -------------------------------------- | -------------------------------------- | -------------------------------------- | -------------------------------------- | -------------------------------------- | -------------------------------------- | -------------------------------------- | -------------------------------------- | -------------------------------------- | -------------------------------------- | -------------------------------------- | -------------------------------------- | -------------------------------------- | -------------------------------------- | -------------------------------------- | -------------------------------------- | -------------------------------------- | -------------------------------------- |
| Positie:                               | 13                                     | 6                                      | 20                                     | 23                                     | 8                                      | 5                                      | 5                                      | 2                                      | 4                                      | 3                                      | 2                                      | 2                                      | 2                                      | 4                                      | 3                                      | 9                                      | 7                                      | 6                                      | 10                                     | 14                                     | 12                                     | 15                                     |
| Week:                                  | 23                                     | 24                                     | 25                                     | 26                                     | 27                                     | 28                                     | 29                                     | 30                                     | 31                                     | 32                                     | 33                                     | 34                                     | 35                                     | 36                                     | 37                                     | 38                                     | 39                                     | 40                                     | 41                                     | 42                                     |                                        |                                        |
| Positie:                               | 17                                     | 6                                      | 15                                     | 21                                     | 37                                     | 54                                     | 49                                     | 43                                     | 55                                     | 66                                     | 58                                     | 51                                     | 39                                     | 60                                     | 64                                     | 64                                     | 60                                     | 75                                     | 74                                     | 82                                     | uit                                    |                                        |

### VlaamseUltratop 50
| Hitnotering: 22-05-2010 t/m 29-01-2011 | Hitnotering: 22-05-2010 t/m 29-01-2011 | Hitnotering: 22-05-2010 t/m 29-01-2011 | Hitnotering: 22-05-2010 t/m 29-01-2011 | Hitnotering: 22-05-2010 t/m 29-01-2011 | Hitnotering: 22-05-2010 t/m 29-01-2011 | Hitnotering: 22-05-2010 t/m 29-01-2011 | Hitnotering: 22-05-2010 t/m 29-01-2011 | Hitnotering: 22-05-2010 t/m 29-01-2011 | Hitnotering: 22-05-2010 t/m 29-01-2011 | Hitnotering: 22-05-2010 t/m 29-01-2011 | Hitnotering: 22-05-2010 t/m 29-01-2011 | Hitnotering: 22-05-2010 t/m 29-01-2011 | Hitnotering: 22-05-2010 t/m 29-01-2011 | Hitnotering: 22-05-2010 t/m 29-01-2011 | Hitnotering: 22-05-2010 t/m 29-01-2011 | Hitnotering: 22-05-2010 t/m 29-01-2011 | Hitnotering: 22-05-2010 t/m 29-01-2011 | Hitnotering: 22-05-2010 t/m 29-01-2011 | Hitnotering: 22-05-2010 t/m 29-01-2011 |
| Week:                                  | 1                                      | 2                                      | 3                                      | 4                                      | 5                                      | 6                                      | 7                                      | 8                                      | 9                                      | 10                                     | 11                                     | 12                                     | 13                                     | 14                                     | 15                                     | 16                                     | 17                                     | 18                                     | 19                                     |
| -------------------------------------- | -------------------------------------- | -------------------------------------- | -------------------------------------- | -------------------------------------- | -------------------------------------- | -------------------------------------- | -------------------------------------- | -------------------------------------- | -------------------------------------- | -------------------------------------- | -------------------------------------- | -------------------------------------- | -------------------------------------- | -------------------------------------- | -------------------------------------- | -------------------------------------- | -------------------------------------- | -------------------------------------- | -------------------------------------- |
| Positie:                               | 20                                     | 13                                     | 10                                     | 7                                      | 2                                      | 1                                      | 1                                      | 1                                      | 2                                      | 1                                      | 2                                      | 2                                      | 3                                      | 3                                      | 1                                      | 4                                      | 5                                      | 5                                      | 6                                      |
| Week:                                  | 20                                     | 21                                     | 22                                     | 23                                     | 24                                     | 25                                     | 26                                     | 27                                     | 28                                     | 29                                     | 30                                     | 31                                     | 32                                     | 33                                     | 34                                     | 35                                     | 36                                     | 37                                     |                                        |
| Positie:                               | 12                                     | 11                                     | 21                                     | 20                                     | 18                                     | 24                                     | 26                                     | 26                                     | 37                                     | 36                                     | 40                                     | 33                                     | 37                                     | 30                                     | 23                                     | 31                                     | 36                                     | 47                                     | uit                                    |

### NPO Radio 2 Top 2000
Waka Waka (This Time for Africa) stond alleen in 2022 in de NPO Radio 2 Top 2000, op plek 1762.